# Plzák
Plzák (vědecký název Arion), často též nesprávně slimák je rod suchozemských plžů z čeledi plzákovití.
Mezi významné zemědělské škůdce patří např. invazní škodlivý plž plzák španělský.

## Druhy
podrod Arion A. Férussac, 1819
- plzák černý Arion ater (Linnaeus, 1758)
- plzák španělský Arion lusitanicus Mabille, 1868
- plzák lesní Arion rufus (Linnaeus, 1758)

podrod Carinarion P. Hesse, 1926
- plzák žíhaný Arion circumscriptus Johnston, 1828
- plzák žlutopruhý Arion fasciatus (Nilsson, 1823)
- plzák hajní Arion silvaticus Lohmander, 1937

podrod Kobeltia Seibert, 1873
- Arion alpinus Pollonera, 1887
- plzák obecný Arion distinctus Mabille, 1868
- plzák zahradní Arion hortensis A. Férussac, 1819
- plzák nejmenší Arion intermedius (Normand, 1852)

podrod Mesarion P. Hesse, 1926
- Arion fuscus (O. F. Müller, 1774)
- Arion simrothi Künkel, 1909
- plzák hnědý Arion subfuscus (Draparnaud, 1805)

další druhy (bez uvedení podrodu):
- Arion anthracius Bourguignat, 1886
- Arion atripunctatus Dumont & Mortillet, 1853
- Arion baeticus Garrido, Castillejo & Iglesias, 1994
- Arion euthymeanus Florence, 1886
- Arion fagophilus De Winter, 1986
- Arion flagellus Collinge, 1893
- Arion franciscoloi Boato, Bodon & Giusti, 1983
- Arion fuligineus Morelet, 1854
- Arion gilvus Torres Mínguez, 1925
- Arion hispanicus Simroth, 1886
- Arion iratii Garrido, Castillejo & Iglesias, 1995
- Arion isseli Lessona & Pollonera, 1882
- Arion lizarrustii Garrido, Castillejo & Iglesias, 1995
- Arion magnus Torres Minguez, 1923
- Arion molinae Garrido, Castillejo & Iglesias, 1995
- Arion nobrei Pollonera, 1889
- Arion owenii Davies, 1979
- Arion paularensis Wiktor & Parejo, 1989
- Arion urbiae De Winter, 1986
- Arion vejdowskyi Babor & Kostal, 1893
- Arion wiktori Parejo & Martin, 1990